# 원피스: 스트롱 월드
원피스 - 스트롱 월드(ONE PIECE FILM STRONG WORLD)은 원피스의 극장판 시리즈의 열번째 작품이다. 2009년 12월 12일에 개봉하였고. 대한민국에서는 2010년 2월 11일에 개봉하였다.

## 등장 인물
- 몽키 D. 루피 (강수진)
- 금사자 시키 (김기현)
- 나미 (정미숙)
- 조로 (김승준)
- 우솝 (김소형)
- 상디 (박성태)
- 쵸파 (박영남/김국진)
- 프랑키 (이주창)
- 브룩 / 찌르 (최승훈)
- 니코 로빈 (소연)
- 인디고 (박만영)
- 몽키 D. 거프 (온영삼)
- 샤오 (박리나)
- 샤오 엄마 / 에바 (차명화)
- 스칼렛(고릴라) (선호제)
- 사비나 (김새해)
- 마을주민 (김영은, 정혜원)
- 해적 (소정환, 강호철, 박기원, 최우석)

## 제작진

### 한국판 주제가
<세상 저 끝까지>
노래 - 바다
작사 - 신동식
작곡 - 이창희
편곡 - 최명희
녹음 - 노바스튜디오
믹싱 - 하정수

### 영화 제작
- 원작. 영화 스토리 - 오다 에이치로
- 기획 - 시바타 히로아키
- 각본 - 카미사카 히로히코
- 음악 - 다나카 코헤이, 하마구치 시로
- 감독 - 사카이 무네히사
- 제작 - TOEI ANIMATION Co.,LTD.

### 한국판 제작진
- 수입/배급 - 투니버스 (주)온미디어

### 녹음 연출
- 번역 - 윤강비
- 연출 - 신길주

### 기술/제작
- Sound Supervisor - 조일오 (CIC Media)
- Mixing - 이성주 (Digital OnMedia)